# Yerin Ha

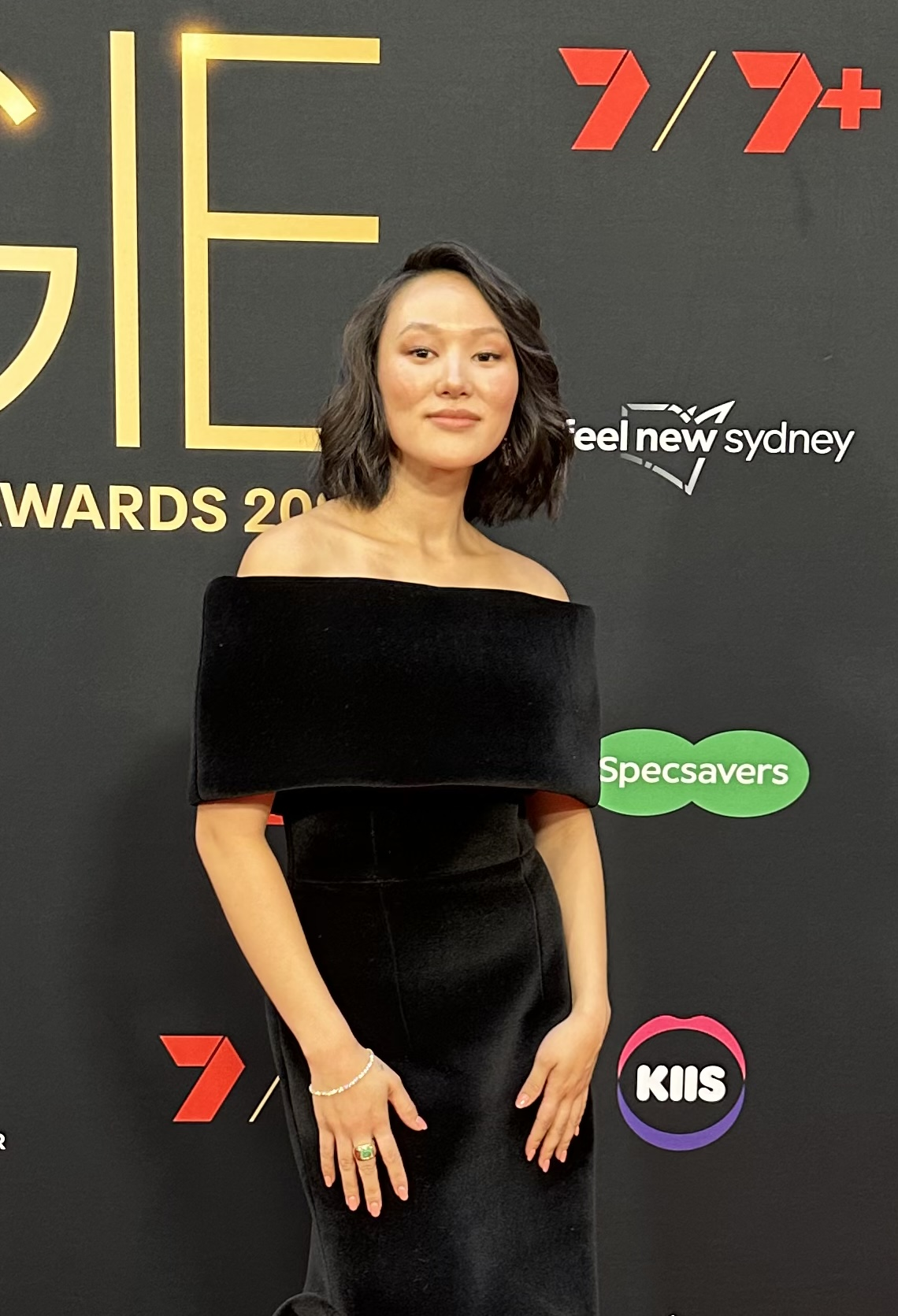
Yerin Ha bei der Verleihung der Logie Awards 2023

Yerin Ha (* 26. Juni 1995 in Sydney) ist eine australische Schauspielerin.

## Leben
Yerin Ha wurde als Tochter eines aus Südkorea stammenden Schauspielerpaares geboren, ihre Großmutter ist die koreanische Schauspielerin Son Sook. Sie wuchs in ihrer Geburtsstadt Sydney auf, ab dem Alter von 15 Jahren erhielt sie eine dreijährige Ausbildung an der Kaywon Performing Arts High School in Seoul. Anschließend absolvierte sie ein Schauspielstudium am National Institute of Dramatic Art (NIDA) in Sydney, das sie 2018 als Bachelor of Fine Arts abschloss.
2019 stand sie in der Produktion Lord of the Flies der Sydney Theatre Company als Maurice am Roslyn Packer Theatre an der Seite von Eliza Scanlen und Mia Wasikowska auf der Bühne. Ihr Fernsehdebüt gab sie im selben Jahr mit einer wiederkehrenden Rolle als Jane in der ABC-Serie Reef Break. Von der Casting Guild of Australia (CGA) wurde sie 2021 als eine von zehn Rising Stars genannt. In der ABC-Serie Troppo gehörte sie 2022 als Ah Ra zur Hauptbesetzung. Ihr Filmdebüt gab sie 2022 im Horror-Thriller Sissy als Tracey. In der 2022 auf Paramount+ veröffentlichten Serie Halo basierend auf der gleichnamigen Videospielserie übernahm sie als Kwan Ha eine Hauptrolle.
In der Miniserie Bad Behaviour basierend auf dem Buch von Rebecca Starford mit Jana McKinnon war sie als Alice zu sehen. Für deren Darstellung wurde sie 2023 für einen Logie Award in der Kategorie Most Outstanding Supporting Actress als beste Nebendarstellerin nominiert. In der HBO-Serie Dune: Prophecy übernahm sie die Rolle der jungen Kasha. Für die vierte Staffel der Netflix-Serie Bridgerton wurde sie 2024 für die Rolle der Sophie Baek besetzt.
In den deutschsprachigen Fassungen wurde sie unter anderem von Carolin Brunk in Sissy, von Magdalena Höfner in Bad Behaviour, von Samina König in Troppo, von Birte Baumgardt in Halo sowie von Alice Bauer in Reef Break synchronisiert.

## Filmografie (Auswahl)
- 2016: Fluir & Jesse Marantz: I Gotta Have You (Musikvideo)
- 2019: Reef Break (Fernsehserie)
- 2022: Troppo (Fernsehserie)
- 2022: Sissy
- 2023: Bad Behaviour (Miniserie)
- 2023: Halo (Fernsehserie)
- 2024: Dune: Prophecy (Fernsehserie)
- 2025: The Survivors (Fernsehserie)